# Ryjek (Muminki)
Ryjek (fiń. Nipsu, szw. Sniff) – jeden z bohaterów serii książek i komiksów Tove Jansson opowiadających o Muminkach i serialu animowanego z cyklu Muminki.
Syn Wiercipiętka i Groki, uwielbia błyskotki. Jest leniwy i tchórzliwy, ale rozbrajający i trochę dziecinny. Został adoptowany przez rodziców Muminków. Charakteryzuje się dużymi skłonnościami kolekcjonerskimi (ze szczególnym uwzględnieniem błyskotek), co ma po ojcu.
Występuje w książkach:
- Małe trolle i duża powódź,
- Kometa nad Doliną Muminków (najwięcej informacji),
- W Dolinie Muminków,
- Pamiętniki Tatusia Muminka,
- Opowiadania z Doliny Muminków (we wczesnych wydaniach oryginalnym imieniem Sniff).

Oraz w komiksach:
- Rabusie,
- Życie rodzinne,
- Nowe życie Muminków,
- Muminki i Marsjanie,
- Muminek i kometa,
- Złoty ogon Muminka.